# Ideomotoreffekten
Ideomotorisk kallas en subtil rörelse som utförs omedvetet utan kontroll. Dylika rörelser hävdas utgöra en avgörande roll vid användandet av till exempel ouijabräde, Anden i glaset, slagruta och pendel.
Utövare av Anden i glaset eller pendling hävdar att de ideomotoriska rörelserna styrs av det undermedvetna eller andar. Undersökningar, av bland andra Penn & Teller, har visat att resultaten blev väldigt olika beroende på ifall den som använder en ouijabräda vet eller kan se vilka bokstäver som kommer fram, eller inte.